# 체르비노
체르비노(이탈리아어: Cervino)는 이탈리아 캄파니아주 카세르타도의 코무네다. 나폴리로부터 북동쪽으로 30km, 카세르타로부터 동쪽으로 7km거리에 있다.